# École militaire interarmes de Koulikoro
Die École militaire interarmes „Boubacar Sada Sy“ (kurz EMIA, deutsch Kombinierte Waffenschule Boubacar Sada Sy) in Koulikoro (Mali) ist die Offizierschule der malischen Streitkräfte (FAMa).

## Auftrag
die EMIA verantwortet
- die Erstausbildung von aktiven Offizieren;
- die Ausbildung von Reserveoffizieren;
- Förderung der wissenschaftlichen und technologischen Forschung.

## Geschichte
Die Schule wurde am 1. Oktober 1962 durch das Gesetz Nr. 63/1 / AN / RM zunächst in der alten Schule der Garnison von Kati, das heutige Camp militaire Soundiata-Keïta, aufgestellt. Zunächst wurde sie vom Stabschef der malischen Streitkräfte direkt kommandiert.
Seit 1980 wird die Schule von einem Schulkommandeur geführt und gemäß dem Interministeriellen Dekret Nr. 3194 / MFAAC-G vom 17. November 2000 über die Schaffung, Organisation und den Betrieb der Schule dem Direktor der Militärschulen unterstellt. Der Kommandeur wird vom Studienleiter unterstützt.
Zum 1. Oktober 1980 wurde die Schule nach Koulikoro in das Centre d’instruction Boubacar Sada Sy verlegt.
Seit 1993 ist die Schule für Offizierschüler aus befreundeten afrikanischen Ländern geöffnet. Bisher wurden Offizierschüler aus 12 befreundeten Ländern an der EMIA ausgebildet:
- Burkina Faso
- Benin
- Kamerun
- Gabun
- Guinea
- Mauretanien
- Niger
- Zentralafrikanische Republik
- Elfenbeinküste
- Senegal
- Tschad
- Togo

2020 graduierten der 41. und 42. Jahrgang. Hintergrund ist eine Ausbildungsumstellung zum 42. Jahrgang, was mit einer Reduzierung der Ausbildungszeit von zuvor drei Jahren auf jetzt zwei Jahre einherging.
Der 41. Jahrgang besteht aus 57 Offizieren, darunter 13 Frauen und 9 ausländische Offizierschüler aus 5 Ländern (Elfenbeinküste 1, Gabun 4, Guinea 1, Tschad 1 und Togo 2).
Der 42. Jahrgang besteht aus 32 Offizieren, darunter 6 Frauen und 15 ausländische Offizierschüler aus 7 Ländern (Burkina Faso 2, Kongo 2, Elfenbeinküste 2, Guinea 2, Tschad 3, Togo 2 und Senegal 2).

### Zwischenfälle
In der Nacht vom 23. auf den 24. Februar 2019 wurde die Schule von mehreren Personen mit Handfeuerwaffen sowie zwei als Sprengsätzen präparierten Autos angegriffen. Der Angriff wurde von malischen und spanischen Sicherungskräften der EUTM Mali abgewehrt. Hierbei wurden drei malische Soldaten, die den Zugang bewachten, verletzt. Missionsangehörige kamen nicht zu Schaden.

## Infrastruktur
Auf dem Gelände der EMIA befinden sich alle für eine Offizierschule typischen Einrichtungen:
- Stabsgebäude
- Lehrsaalgebäude
- Truppenküche
- Sanitätsbereich
- technischer Bereich
- Sporteinrichtungen

### Externe Ausbildungseinrichtungen
Für die Geländeausbildung steht westlich der EMIA ein Übungsplatz mit Hindernisbahn zur Verfügung.
Schießbahnen befinden sich in Kati bzw. nördlich im Zuge der Route National 27 bei Tanabougou (12°56'42.7"N 7°35'59.7"W).

#### Ghost City
Für den Bereich „urbane Kriegführung“ wird ein nicht genutztes Wohngebiet südlich der EMIA (die sogenannte „Ghost City“ – 12°52'40.9"N 7°32'51.2"W) verwendet. Das Wohngebiet liegt südlich der EMIA zwischen dem Berg Mout Keita und dem Niger. Die Möglichkeit ergab sich, nachdem das vom Staat finanzierte Neubaugebiet von der Bevölkerung nicht angenommen wurde. Die Bevölkerung glaubt, dass auf Mount Keita die Ahnen als Geister leben und nachts zum Niger herabsteigen, um ans Wasser zu gelangen. Dabei würden sie durch das Gebiet wandern, in dem die Siedlung errichtet wurde. Dies macht auch Nachtausbildungen dort immer noch schwierig.

### Unterbringung
Die Offizierschüler leben kaserniert auf dem Gelände der EMIA. Teilweise besteht jedoch auch die Möglichkeit, dass Schüler bei in der Nähe lebenden Verwandten unterkommen.
Weiter gibt es südlich an die EMIA angeschlossen ein Wohngebiet für die Ausbilder und ihre Familien.

### Koulikorou Training Center
Die europäische Ausbildungsmission EUTM Mali ist mit der Ausbildungs- und Trainingseinheit (Education and Training Task Force – ETTF) an der EMIA vertreten und nutzt die Ausbildungseinrichtung für ihre Zwecke. Jedoch liegt der Schwerpunkt von EUTM bei der Ausbildung von militärischen Einheiten, so dass eine Beteiligung europäischer Ausbilder in der Offiziersausbildung der EMIA bisher nicht stattgefunden hat.
Zusätzlich zu den Ausbildungseinrichtungen der EMIA unterhält EUTM Mali ein Lager für die übenden Einheiten, das sich nordwestlich an die EMIA anschließt.